# Ribeira das Águas Claras
A Ribeira das Águas Claras é um curso de água português localizado na freguesia de Castelo Branco, Concelho de Horta, ilha do Faial, arquipélago dos Açores.
Este curso de água tem origem a uma cota de altitude de cerca de 1040 metros nos contrafortes da Lomba de Baixo.
A sua bacia hidrográfica, procede assim à drenagem de parte dos contrafortes da Lomba de Baixo, mas também de parte do Cabeço Redondo.
Depois de receber um afluente cujas águas têm origem a altitudes que rondam os 800 e os 700 metros todos com origem da Serra da Feteira segue para o oceano, indo desaguar no Oceano Atlântico entre o promontório da Ponta do Castelo Branco e a Ponta do Varadouro.